# Abderrahmane Ibrir
Abderrahmane Ibrir est un footballeur franco-algérien né le 10 novembre 1919 à Dellys (Algérie) et mort le 18 février 1988 en mer, au large de Sidi-Fredj (Algérie). Ibrir évolue au poste de gardien de but après-guerre. Peu de temps après l'indépendance, il a été pendant quelques mois l'un des premiers sélectionneurs de l'équipe nationale algérienne.

## Biographie
- Pendant son passage au Toulouse FC, il est sélectionné 6 fois en tant que gardien de but de l'équipe de France, succédant ainsi à René Vignal. Première sélection contre la Yougoslavie (qu'il affrontera 3 fois en octobre-novembre 1949), puis la Tchécoslovaquie en novembre 1949, pour finir en 1950 contre l'Écosse en mai et enfin la Belgique en novembre[7].
- Années 1975 - 1977: formateur en école de football, à la JS El-Biar.
- Son fils Athmane a aussi fait une carrière de footballeur au poste de milieu de terrain; puis après avoir suivi des études en techniques de soort devint entraîneur-manager, au Canada et dans son pays l'Algérie dirigeant l'académie de football de la FAF[8],[9],[7],[10].

## Palmarès
- Champion d'Alger avec l'ASSE en 1943 et 1944 : Gardien de but

### Entraîneur
- Champion d'Algérie de football en 1978-1979.
- Coupe d'Algérie 1982/1983 avec le MCA : Entraîneur Adjoint de Kaoua Abdenour